# Incisura radialis

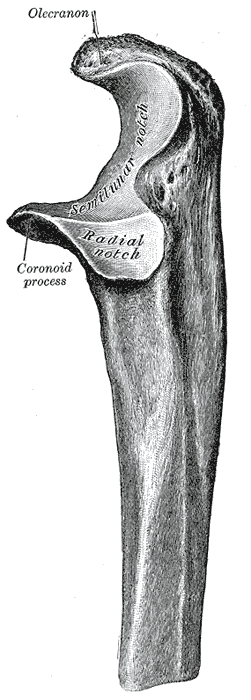
Proximala änden av vänster armbågsben, lateral vy. Incisura radialis rubricerad "Radial notch".
Illustration: Gray's Anatomy, 1918. (PD)

Incisura radialis (latin: incisura, "snitt" och radialis, som hör till strålbenet (radius)) är, i människans kropp, en ledyta i armbågsbenets (ulna) proximala ände placerad på armbågsutskottets (proc. coronoideus) laterala sida. Incisura radialis ledar mot ett ledhuvud på strålbenet, caput radii.
Incisura radialis är smal, utdragen och mindre än incisura trochlearis, den ledyta som griper tag runt överarmsbenets (humerus) ledhuvud (trochlea humeri). Vid kanter kring incisura har lig. anulare radii sitt fäste.